# Улица без бројева
Улица без бројева је девети студијски албум српског музичара Дејана Цукића, а уједно и пети који је снимио са својом пратећом групом Спори ритам. Албум је изашао 9. октобра 2019. године за издавачку кућу ПГП РТС. Месец дана касније Croatia Records је објавила и издање за хрватско тржиште.

## О албуму
Улица без бројева је први нови студијски албум Дејана Цукића након једанаестогодишње паузе. Снимљен је и миксан у студију Пеђина кухиња, код Предрага Милановића, басисте групе Спори ритам. Бубњеви и електричне гитаре су снимане у студију Andy. Милановић је такође и продуцент албума.
Као аутори музике за песме појављују се Драган Митрић, Дејан Цукић, Мирко Вукомановић, Предраг Милановић и Момчило Бајагић Бајага. Текстове су писали Митрић, Цукић, Бајага, Никола Чутурило и Снежана Вукомановић. За дизајн омота побринули су се Југослав и Јакша Влаховић, а аутор фотографија је Часлав Петровић.
Промоција албума је одржана 9. октобра 2019. године у Клубу РТС. Песма Први лет је 21. децембра 2019. изабрана за хит недеље на Радио Београду 202, у емисији Хит 202.

## Списак песама
| №               | Назив                   | Аутор(и)                                                         | Трајање |  |
| 1.              | Први лет                | Д. Цукић (т) · Д. Митрић (м, а)                                  | 4:03    |  |
| 2.              | Срце од камена          | Д. Цукић (т, м) · Д. Митрић, П. Милановић (а)                    | 3:38    |  |
| 3.              | Улица без бројева       | Н. Чутурило (т) · Д. Митрић (м, а) · П. Милановић (а)            | 3:43    |  |
| 4.              | Памет у главу           | Д. Цукић (т) · Д. Митрић (м, а) · П. Милановић (а)               | 4:05    |  |
| 5.              | Розана                  | Д. Митрић (т, м, а)                                              | 3:41    |  |
| 6.              | Неће променити мој свет | Д. Цукић, С. Вукомановић (т) · М. Вукомановић (м) · Д. Цукић (а) | 3:27    |  |
| 7.              | Месечар                 | Д. Цукић (т) · П. Милановић (м, а)                               | 4:38    |  |
| 8.              | Памти ме                | М. Бајагић (т, м) · Д. Цукић (а)                                 | 3:13    |  |
| 9.              | Сувенири љубави         | Д. Цукић (т) · Д. Митрић (м, а) · П. Милановић (а)               | 4:03    |  |
| 10.             | Још овај пут            | Н. Чутурило (т) · Д. Митрић (м, а)                               | 5:56    |  |
| Укупно трајање: | Укупно трајање:         | Укупно трајање:                                                  | 40:27   |  |

- [5]

## Синглови и спотови
- 1. Памет у главу
  - Сингл је објављен почетком јуна 2019. године.
  - Спот је режирао Бане Антовић.[7]

- 2. Улица без бројева
  - Сингл је објављен почетком октобра 2019. године.
  - Спот је настао у продукцији ПГП РТС-а.[8]

- 3. Неће променити мој свет
  - Сингл је објављен почетком марта 2020. године.
  - Спот је сачињен од видео-снимака са тонске пробе коју је бенд одржао на новобеоградском Ушћу, пред наступ на отварању Београдског фестивала пива 2019. За режију и монтажу овог спота задужен је био Петар Јаконић.[9]

## Музичари
| - Спори ритам: - Дејан Цукић — вокал, акустична гитара - Драган Митрић — клавијатуре, хармоника - Предраг Милановић — бас-гитара, клавијатуре - Сафет Петровац — електричне и акустичне гитаре - Слободан Јуришић — бубњеви | - Гости: - Никола Чутурило — гитаре - Андреја Јовановић — бубњеви - Невена Филиповић — пратећи вокали - Бранко Исаковић — акустична гитара - Габор Бунфорд — саксофон - Бора Величковић — труба - Иван Јовановић — тромбон - Александар Вејновић — пратећи вокал |

## Остале заслуге
- Предраг Милановић — продуцент
- Југослав Влаховић и Јакша Влаховић — дизајн омота
- Часлав Петровић — фотографије[2]

## Рецензије
| Медиј   | Аутор рецензије  | Оцена         | Изв.   |
| ------- | ---------------- | ------------- | ------ |
|         | Зоран Тучкар     | 7/10 звездица | [ 10 ] |
| Побједа | Драгана Ерјавшек | без оцене     | [ 11 ] |